# يوجين تي هاينر
يوجين تي هاينر (بالإنجليزية: Eugene T. Heiner)‏ هو مهندس معماري أمريكي، ولد في 20 أغسطس 1852 في نيويورك في الولايات المتحدة، وتوفي في 1901.